# Pazifische Taifunsaison

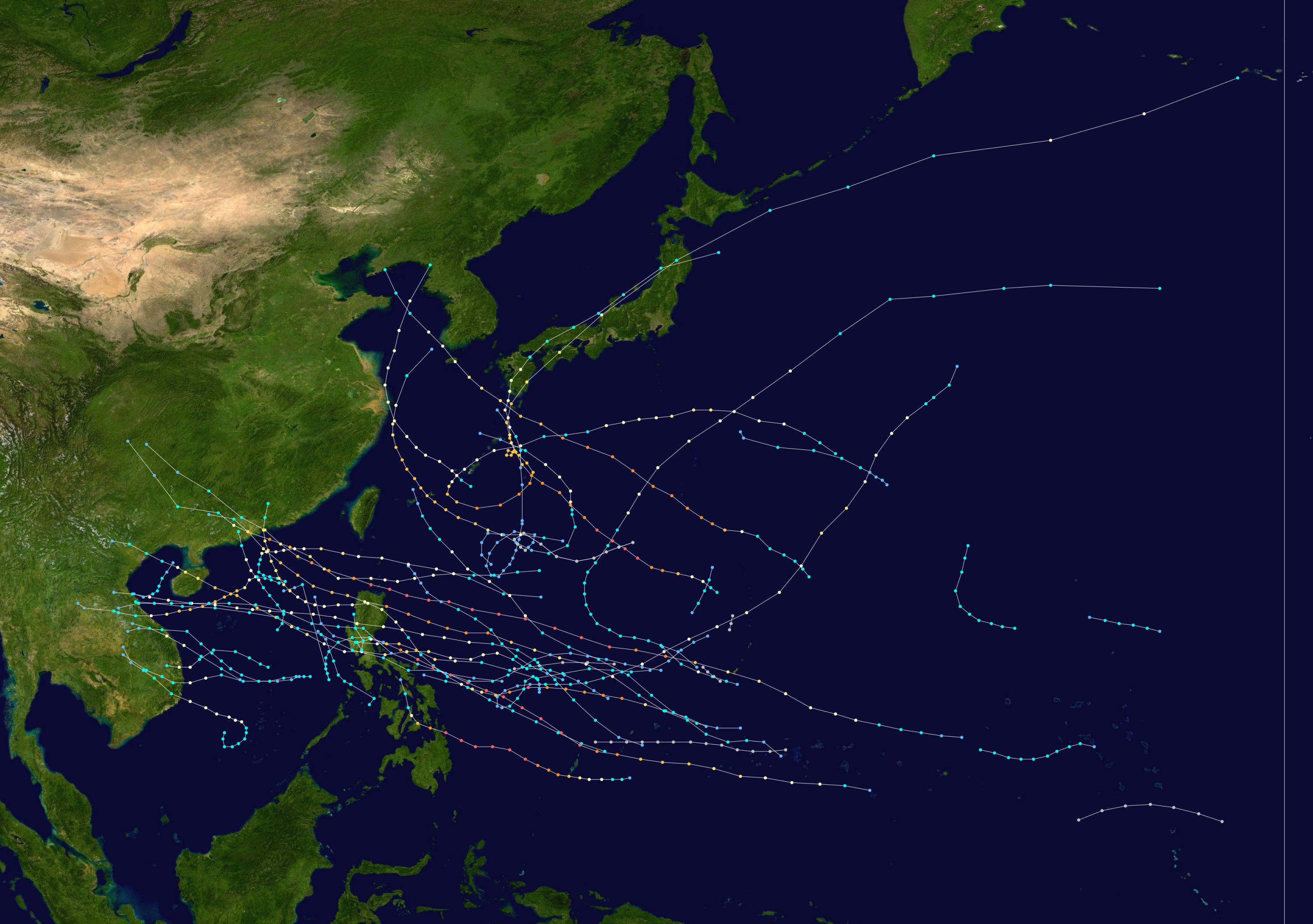
Pazifische Taifunsaison 1964

Die Pazifische Taifunsaison hat weder Ende noch Anfang, da sich ein tropischer Wirbelsturm ganzjährig in diesem Gebiet bilden kann. Es gibt keine offizielle Definition der Taifunsaison. Die Hauptsaison geht vom Juli bis November, mit Spitzenwerten Ende August und Anfang September. Sehr wenige tropische Wirbelstürme bilden sich im Februar und in der ersten Hälfte des Mais. Als Taifun zählen die tropischen Wirbelstürme, die sich zwischen dem 100°W und dem 180°W und nördlich des Äquators bilden. Das westliche Becken des Nordpazifiks ist das aktivste, etwa ein Drittel der weltweit verzeichneten tropischen Wirbelstürme treten hier auf. Nach Angaben der City University of Hong Kong bilden sich durchschnittlich 27 tropische Wirbelstürme, von denen sich 17 zu einem Taifun verstärken. Vor allem in der Volksrepublik China gelangen viele tropische Stürme ans Land, aber auch die Philippinen sind mit 6 bis 7 Stürmen jährlich stark betroffen.
Um die Einzelereignisse der faktisch dauerhaft anhaltenden Taifunsaison zeitlich gruppieren zu können, werden sie jeweils dem Kalenderjahr zugeordnet, in dem sich das zugehörige Tiefdrucksystem gebildet hat.